# Comuna Krasnosilți, Zbaraj
Krasnosilți (în ucraineană Красносільці) este o comună în raionul Zbaraj, regiunea Ternopil, Ucraina, formată din satele Krasnosilți (reședința) și Roznoșînți.

## Demografie
Componența lingvistică a comunei Krasnosilți
     Ucraineană (99,87%)
     Alte limbi (0,13%)
Conform recensământului din 2001, majoritatea populației comunei Krasnosilți era vorbitoare de ucraineană (99,87%), existând în minoritate și vorbitori de alte limbi.